# Руденко Петро Іванович
Петро Іванович Руденко (15 січня 1919, Раки — 10 грудня 1942, Ставропольський край) — радянський військовослужбовець, учасник німецько-радянської війни. Герой Радянського Союзу.

## Біографія
Народився 15 січня 1919 року в селі Раки.
Працював слюсарем на Конотопському заводі «Червоний металіст». 
В 1939 році призваний в Червону Армію. Був заступником командира 7 гвардійського авіаційного полку. Здійснив близько 96 бойових вильотів. 
Загинув 10 грудня 1942 року в Ставропольському Краї.

## Нагороди
Нагороджений званням Герой Радянського Союзу (посмертно).
Нагороджений двома орденами Червоного прапора.